# Last Rights
Last Rights är ett album av industrialbandet Skinny Puppy som släpptes 1992.
Spåret "Left Handshake" fick ej vara med på albumet på grund av upphovsrättsproblem och därav texten "Track 10?" på omslaget. "Left Handshake" släpptes dock senare på skivan "Back and Forth 3 & 4" år 1996. "Left Handshake" innehåller en stor del inspelningar tagna från LSD profeten Timothy Learys album "Turn On, Tune In, Drop Out"

Detta är troligtvis det album som fansen har mest delade åsikter om. Vissa menar att skivan är för konstig och inte alls "Skinny Puppy" medan andra menar att det är det bästa de släppt.

## Låtar på albumet
1. "Love In Vein" – 5:35
2. "Killing Game" – 3:48
3. "Knowhere?" – 4:18
4. "Mirror Saw" – 3:51
5. "Inquisition" – 5:17
6. "Scrapyard" – 3:54
7. "Riverz End" – 6:40
8. "Lust Chance" – 3:54
9. "Circustance" – 4:36
10. "Left Handshake" (see "Notes")
11. "Download" – 11:01

Alla sånger av Ogre/Key/Goettel. 